# Алтын-Кюрек
Алтын-Кюрек (кирг. Алтын-Күрөк) — село в Кара-Кульджинском районе Ошской области Кыргызстана. Входит в состав Карагузского айылного аймака.

## География
Село расположено в северо-восточной части области, в высокогорной зоне, на расстоянии приблизительно 12 километров (по прямой) к юго-западу от села Кара-Кульджа, административного центра района. Абсолютная высота — 1797 метров над уровнем моря.

## Население
Согласно оценочным данным Национального статистического комитета Кыргызской Республики, численность населения села на начало 2023 года составляла 443 человека.
| год     | 2009 | 2014 | 2015 | 2020 | 2021 | 2023 |
| ------- | ---- | ---- | ---- | ---- | ---- | ---- |
| человек | 381  | 431  | 434  | 438  | 443  | 443  |